# Marino Garcia
Marino Garcia (* unbekannt) ist ein ehemaliger dominikanischer Radrennfahrer.

## Sportliche Laufbahn
Garcia war im Straßenradsport aktiv. 1987 (vor Teodoro Soasa) und 1988 (vor Manuel Prieto) siegte er in der Vuelta a la Independencia Nacional (Vuelta de República Dominicana), dem bedeutendsten internationalen Etappenrennen seiner Heimat. Beide Siege holte er als Mitglied der Nationalmannschaft.
1989 wurde er Vierter und 1986 sowie 1990 Fünfter der Gesamtwertung.